# Kabinet-Andreotti III
Het kabinet–Andreotti III was de Italiaanse regering van 29 juli 1976 tot 12 maart 1978. Het kabinet werd gevormd door de politieke partij Democrazia Cristiana (DC).

## Kabinet–Andreotti III (1976–1978)
| Ambtsbekleder | Ambtsbekleder             | Ambtsbekleder                         | Functie                              | Ambtstermijn      | Ambtstermijn      | Partij |
| ------------- | ------------------------- | ------------------------------------- | ------------------------------------ | ----------------- | ----------------- | ------ |
|               | Giulio Andreotti          | Giulio Andreotti (1919–2013)          | Premier                              | 29 juli 1976      | 4 augustus 1979   | DC     |
|               | Franco Evangelisti        | Franco Evangelisti (1923–1993)        | Secretaris- generaal                 | 29 juli 1976      | 4 augustus 1979   | DC     |
|               | Francesco Cossiga         | Francesco Cossiga (1928–2010)         | Minister van Binnenlandse Zaken      | 29 juli 1976      | 12 mei 1978       | DC     |
|               | Arnaldo Forlani           | Arnaldo Forlani (1925)                | Minister van Buitenlandse Zaken      | 29 juli 1976      | 4 augustus 1979   | DC     |
|               | Filippo Maria Pandolfi    | Filippo Maria Pandolfi (1927)         | Minister van Financiën               | 29 juli 1976      | 12 maart 1978     | DC     |
|               | Gaetano Stammati          | Gaetano Stammati (1908–2002)          | Minister van de Schatkist            | 29 juli 1976      | 12 maart 1978     | DC     |
|               | Tommaso Morlino           | Tommaso Morlino (1925–1983)           | Minister van het Budget              | 29 juli 1976      | 20 maart 1979     | DC     |
|               | Francesco Paolo Bonifacio | Francesco Paolo Bonifacio (1923–1989) | Minister van Justitie                | 29 juli 1976      | 20 maart 1979     | DC     |
|               | Carlo Donat-Cattin        | Carlo Donat- Cattin (1919–1991)       | Minister van Economische Zaken       | 29 juli 1976      | 25 november 1978  | DC     |
|               | Vito Lattanzio            | Vito Lattanzio (1926–2010)            | Minister van Defensie                | 29 juli 1976      | 18 september 1977 | DC     |
|               | Attilio Ruffini           | Attilio Ruffini (1925–2011)           | Minister van Defensie                | 18 september 1977 | 14 januari 1980   | DC     |
|               | Luciano Dal Falco         | Luciano Dal Falco (1925–1992)         | Minister van Volksgezondheid         | 29 juli 1976      | 12 maart 1978     | DC     |
|               | Tina Anselmi              | Tina Anselmi (1927–2016)              | Minister van Arbeid en Sociale Zaken | 29 juli 1976      | 12 maart 1978     | DC     |
|               | Franco Maria Malfatti     | Franco Maria Malfatti (1927–1991)     | Minister van Onderwijs               | 7 juli 1973       | 12 maart 1978     | DC     |
|               | Attilio Ruffini           | Attilio Ruffini (1925–2011)           | Minister van Transport               | 29 juli 1976      | 18 september 1977 | DC     |
|               | Vito Lattanzio            | Vito Lattanzio (1926–2010)            | Minister van Transport               | 18 september 1977 | 12 maart 1978     | DC     |
|               | Antonino Gullotti         | Antonino Gullotti (1922–1989)         | Minister van Infrastructuur          | 12 februari 1976  | 12 maart 1978     | DC     |
|               | Giovanni Marcora          | Giovanni Marcora (1922–1983)          | Minister van Landbouw                | 22 november 1974  | 18 oktober 1980   | DC     |
|               | Mario Pedini              | Mario Pedini (1918–2003)              | Minister van Cultuur                 | 12 februari 1976  | 12 maart 1978     | DC     |
|               | Vittorino Colombo         | Vittorino Colombo (1925–1996)         | Minister van Communicatie            | 29 juli 1976      | 12 maart 1978     | DC     |
|               | Dario Antoniozzi          | Dario Antoniozzi (1923–2019)          | Minister van Toerisme                | 29 juli 1976      | 12 maart 1978     | DC     |

De Gasperi II · De Gasperi III · De Gasperi IV · De Gasperi V · De Gasperi VI · De Gasperi VII · De Gasperi VIII · Pella · Fanfani I · Scelba · Segni I · Zoli · Fanfani II · Segni II · Tambroni · Fanfani III · Fanfani IV · Leone I · Moro I · Moro II · Moro III · Leone II · Rumor I · Rumor II · Rumor III · Colombo · Andreotti I · Andreotti II · Rumor IV · Rumor V · Moro IV · Moro V · Andreotti III · Andreotti IV · Andreotti V · Cossiga I · Cossiga II · Forlani · Spadolini I · Spadolini II · Fanfani V · Craxi I · Craxi II · Fanfani VI · Goria · De Mita · Andreotti VI · Andreotti VII · Amato I · Ciampi · Berlusconi I · Dini · Prodi I · D'Alema I · D'Alema II · Amato II · Berlusconi II · Berlusconi III · Prodi II · Berlusconi IV · Monti · Letta · Renzi · Gentiloni · Conte I · Conte II · Draghi · Meloni